# Internationale Cricket-Saison 2010
Die internationale Cricket-Saison 2010 fand zwischen Mai 2010 und September 2010 statt. Als Sommersaison werden vorwiegend Heimspiele der Mannschaften aus Europa ausgetragen. Die ausgetragenen Tests der internationalen Touren bilden die Grundlage für die ICC Test Championship. Die ODI bilden den Grundstock für die ICC ODI Championship und die Twenty20-Spiele für die ICC T20I Championship. Der Höhepunkt der Saison war der ICC World Twenty20 2010.

## Überblick

### Internationale Touren
| Beginn         | Heimteam                    | Auswärtsteam | Resultate | Resultate | Resultate | Artikel |
| Beginn         | Heimteam                    | Auswärtsteam | Test      | ODI       | Twenty20  | Artikel |
| -------------- | --------------------------- | ------------ | --------- | --------- | --------- | ------- |
| 13. April 2010 | West Indies                 | Kanada       |           | 1–0 [1]   |           | Artikel |
| 15. April 2010 | West Indies                 | Irland       |           | 1–0 [1]   |           | Artikel |
| 19. Mai 2010   | West Indies                 | Südafrika    | 0–2 [3]   | 0–5 [5]   | 0–2 [2]   | Artikel |
| 22. Mai 2010   | Neuseeland vs. Sri Lanka    |              |           | 1–1 [2]   | Artikel   |         |
| 27. Mai 2010   | England                     | Bangladesch  | 2–0 [2]   | 2–1 [3]   |           | Artikel |
| 12. Juni 2010  | Simbabwe                    | Indien       |           |           | 0–2 [2]   | Artikel |
| 17. Juni 2010  | Irland                      | Australien   |           | 0–1 [1]   |           | Artikel |
| 19. Juni 2010  | Schottland                  | England      |           | 0–1 [1]   |           | Artikel |
| 22. Juni 2010  | England                     | Australien   |           | 3–2 [5]   |           | Artikel |
| 5. Juli 2010   | Pakistan                    | Australien   | 1–1 [2]   |           | 2–0 [2]   | Artikel |
| 15. Juli 2010  | Irland                      | Bangladesch  |           | 1–1 [2]   |           | Artikel |
| 18. Juli 2010  | Sri Lanka                   | Indien       | 1–1 [3]   |           |           | Artikel |
| 19. Juli 2010  | Schottland                  | Bangladesch  |           | 0–0 [1]   |           | Artikel |
| 20. Juli 2010  | Niederlande vs. Bangladesch |              | 0–1 [1]   |           | Artikel   |         |
| 29. Juli 2010  | England                     | Pakistan     | 3–1 [4]   | 3–2 [5]   | 2–0 [2]   | Artikel |

### Internationale Turniere
| Beginn          | Turnier                                     | Land        |
| --------------- | ------------------------------------------- | ----------- |
| 30. April 2010  | ICC World Twenty20 2010                     | West Indies |
| 28. Mai 2010    | Tri-nation series 2010                      | Simbabwe    |
| 15. Juni 2010   | Asia Cup 2010                               | Sri Lanka   |
| 1. Juli 2010    | ICC World Cricket League Division One 2010  | Niederlande |
| 10. August 2010 | Triangular Series 2010                      | Sri Lanka   |
| 14. August 2010 | ICC World Cricket League Division Four 2010 | Italien     |

### Fortlaufende Turniere
| Dauer     | Turnier                            |
| --------- | ---------------------------------- |
| 2009–2010 | ICC Intercontinental Cup 2009–2010 |

### Internationale Touren (Frauen)
| Beginn           | Heimteam    | Auswärtsteam | Resultate | Resultate | Artikel |
| Beginn           | Heimteam    | Auswärtsteam | WODI      | WTwenty20 | Artikel |
| ---------------- | ----------- | ------------ | --------- | --------- | ------- |
| 18. Februar 2010 | West Indies | Sri Lanka    | 2–1 [5]   | 3–0 [3]   | Artikel |
| 4. Juli 2010     | Irland      | Neuseeland   | 0–1 [1]   |           | Artikel |
| 7. Juli 2010     | England     | Irland       | 1–0 [1]   |           | Artikel |
| 29. Juni 2010    | England     | Neuseeland   | 1–0 [1]   | 1–2 [3]   | Artikel |

### Internationale Turniere (Frauen)
| Beginn         | Turnier                            | Land        |
| -------------- | ---------------------------------- | ----------- |
| 5. Mai 2010    | ICC Women’s World Twenty20 2010    | West Indies |
| 9. August 2010 | Women’s European Championship 2010 | Schottland  |

## Nationale Meisterschaften
Aufgeführt sind die nationalen Meisterschaften der Full Member des ICC.
| Land        | First-Class              | List A                  | Twenty20           |
| ----------- | ------------------------ | ----------------------- | ------------------ |
| England     | County Championship 2010 | Clydesdale Bank 40 2010 | Twenty20 Cup 2010  |
| West Indies |                          |                         | Caribbean T20 2010 |